# Richard Tyson
Richard Martin Tyson (* 13. Februar 1961 in Mobile, Alabama) ist ein US-amerikanischer Schauspieler.

## Leben
1974 schloss Tyson die High School ab. Seinen Masterabschluss in Kunstwissenschaften erwarb er auf der Cornell University.
Richard Tyson hatte seinen ersten Auftritt in einer Folge der Serie Das Model und der Schnüffler. Seine erste Hauptrolle hatte er in dem Erotikfilm Two Moon Junction an der Seite von Sherilyn Fenn. Es folgte die Hauptrolle in der kurzlebigen Serie Hardball, die bereits nach 18 Folgen wieder eingestellt wurde.
Seinen größten Erfolg hatte Tyson mit der Darstellung des Schurken Cullen Crisp in dem Film Kindergarten Cop. In den nächsten Jahren spielte Tyson in einer Vielzahl von B-Movies mit. In bekannten Kinoproduktionen wie Black Hawk Down, Ich, beide & sie oder Verrückt nach Mary spielte er kleine Nebenrollen. Sein Schaffen umfasst mehr als 100 Film- und Fernsehproduktionen.
2006 gewann er den "Peacemaker Award" in Russland.

## Privatleben
Richard Tyson engagiert sich bei den Shrinern für die kostenlose medizinische Versorgung von Kindern.

## Filmografie (Auswahl)
- 1987: Faustrecht – Terror in der Highschool (Three O'Clock High)
- 1988: Two Moon Junction
- 1989: Hardball
- 1990: Kindergarten Cop
- 1992: Lakota Moon
- 1992: Red Shoe Diaries
- 1992: The Babe – Ein amerikanischer Traum
- 1994: Heiße Nächte im Paradies (Dark Tide)
- 1996: Time Under Fire
- 1996: Kingpin
- 1998: Verrückt nach Mary (There’s Something About Mary)
- 1999: Ich küsse dich, ich töte dich (Implicated)
- 1999: Desert Thunder
- 2000: Ich, beide & sie (Me, Myself & Irene)
- 2000: Battlefield Earth – Kampf um die Erde
- 2001: Black Hawk Down
- 2001: Out of Time – Der tödliche Auftrag (Firetrap)
- 2006: The Visitation
- 2006: Big Bad Wolf
- 2006: CSI: NY (Gastauftritt)
- 2009: Plane Dead – Der Flug in den Tod (Flight of the Living Dead: Outbreak on a Plane)
- 2009: Magic Man
- 2009: The Closer (Gastauftritt)
- 2010: Sin-Jin Smyth
- 2011: The Story of Bonnie and Clyde
- 2012: Company M: A Mob of Soldiers
- 2012: Hayride – Das Massaker
- 2013: Send in the Clowns
- 2013: Ghost of Goodnight Lane
- 2015: Cinderella – Playing with Dolls (Playing with Dolls)
- 2015: Hayride 2
- 2016: Bloodlust – Playing with Dolls 2 (Playing with Dolls: Bloodlust)
- 2018: Death Kiss